# Souvanhpheng Bouphanouvong
Souvanhpheng Bouphanouvong   () és una política laosiana. És membre del Partit Popular Revolucionari de Laos. Des del 2008, es representant de l'Assemblea Nacional de Laos per a la ciutat de Vientiane (circumscripció 1).